# The Boy with the Thorn in His Side
"The Boy with the Thorn in His Side" é uma canção do grupo de rock britânico The Smiths. Ele foi lançado como single em setembro de 1985 e chegou ao 23º lugar no UK Singles Chart. Seu terceiro álbum, The Queen Is Dead, incluiu uma versão remixada em junho de 1986.
Este foi o primeiro single da banda Smiths que não acompanhou um videoclipe promocional. Antes, a banda havia evitado isso. Eles também fizeram uma interpretação do música em um episódio de Top of the Pops. O uso de cordas sintetizadas na versão do álbum é a major distinção entre elas. Eles apenas aparecem na coda da música na versão single. Morrissey a declarou sua música favorita dos Smiths em 2003.

## Lista de musicas
| 7" RT191 |                                      |         |  |
| N.º      | Título                               | Duração |  |
| 1.       | "The Boy with the Thorn in His Side" | 3:17    |  |
| 2.       | "Asleep"                             | 4:09    |  |

| 12" RTT191 |                                      |         |  |
| N.º        | Título                               | Duração |  |
| 1.         | "The Boy with the Thorn in His Side" | 3:17    |  |
| 2.         | "Rubber Ring/Asleep"                 | 7:56    |  |

| CD Single RTT191 |                                      |         |  |
| N.º              | Título                               | Duração |  |
| 1.               | "The Boy with the Thorn in His Side" | 3:17    |  |
| 2.               | "Rubber Ring"                        | 3:48    |  |
| 3.               | "Asleep"                             | 4:09    |  |

## Letra
The Boy With The Thorn in His Side é uma das três músicas de Morrissey criticando a indústrida da Música, sendo as anteriores "Bigmouth Strikes Again" e "Rubber Ring".

## Capa e Mensagem da matrix
O homem saltador na capa do single é o jovem Truman Capote.
As versões britânicas de 7" e 12" contêm as gravuras: ARTY BLOODY FARTY/IS That CLEVER...JM. "Isso é inteligente" é uma alusão às palavras de "Rubber Ring", um título que é uma frase de The Importance of Being Earnest, uma peça que foi referenciada nas águas-fortes de "William, It Was Really Nothing" e Hatful de Oco. "JM" é uma referência a Johnny Marr, e também foi uma gravura na versão Sandie Shaw de "Hand in Glove".

## Charts
| Chart (1985)            | Melhor posição |
| ----------------------- | -------------- |
| Irish Charts            | #15            |
| Official Charts Company | #23            |

## Recepção
Jack Rabid do Allmusic chamou esse single de "ótimo... apenas mais uma pena em um boné de joias".

## Cover
A canção foi interpretada por vários artistas, entre eles a banda escocesa Bis, no álbum tributo The Smiths is Dead de 1996, e J Mascis, exvocalista de Dinosaur Jr, em seu primeiro álbum como solista, Martin + Me. Também foi interpretado por Emilie Autumn, Belle & Sebastian, Jeff Buckley, The Crusifixtion, Jejune, Scott Matthews e a banda italiana Baustelle.
Além disso, a música apareceu no terceiro episódio da série de televisão Blackpool, uma comédia-drama musical produzida pela BBC em 2004.
Por outro lado o título da música era o nome de dois livros publicados no início dos anos 2000: um escrito por Pete Wentz baixista da banda Fall Out Boy, e outro de Keith Fleming.

## Pessoal
- Morrissey - Vocal
- Andy Rourke - Baixo
- Mike Joyce - Bateria
- Johnny Marr - Guitarra